# Гловно (гмина)
Гловно (пол. Głowno) — сельская гмина (волость) в Польше, входит как административная единица в Згежский повет, Лодзинское воеводство. Население — 5034 человека (на 2004 год).

## Сельские округа
1. Альбинув
2. Антонев
3. Бочки-Домарадзке
4. Бочки-Зажечне
5. Брониславув
6. Хлебовице
7. Домброва
8. Домарадзын
9. Феликсув
10. Гавронки
11. Глинник
12. Хеленув
13. Ясённа
14. Кадзелин
15. Камень
16. Карасица
17. Карнкув
18. Любянкув
19. Монколице
20. Менсосня
21. Остроленка
22. Пяски-Рудницке
23. Попув-Гловеньски
24. Попувек-Влосчаньски
25. Рудничек
26. Владыславув-Белявски
27. Владыславув-Поповски
28. Воля-Любянковска
29. Воля-Монкольска
30. Воля-Зброжкова
31. Зеванице
32. Конажев
33. Ружаны

## Соседние гмины
1. Гмина Белявы
2. Гмина Дмосин
3. Гмина Доманевице
4. Гловно
5. Гмина Лышковице
6. Гмина Пёнтек
7. Гмина Стрыкув
8. Гмина Згеж